# Mutualismo: Um Fator de Evolução

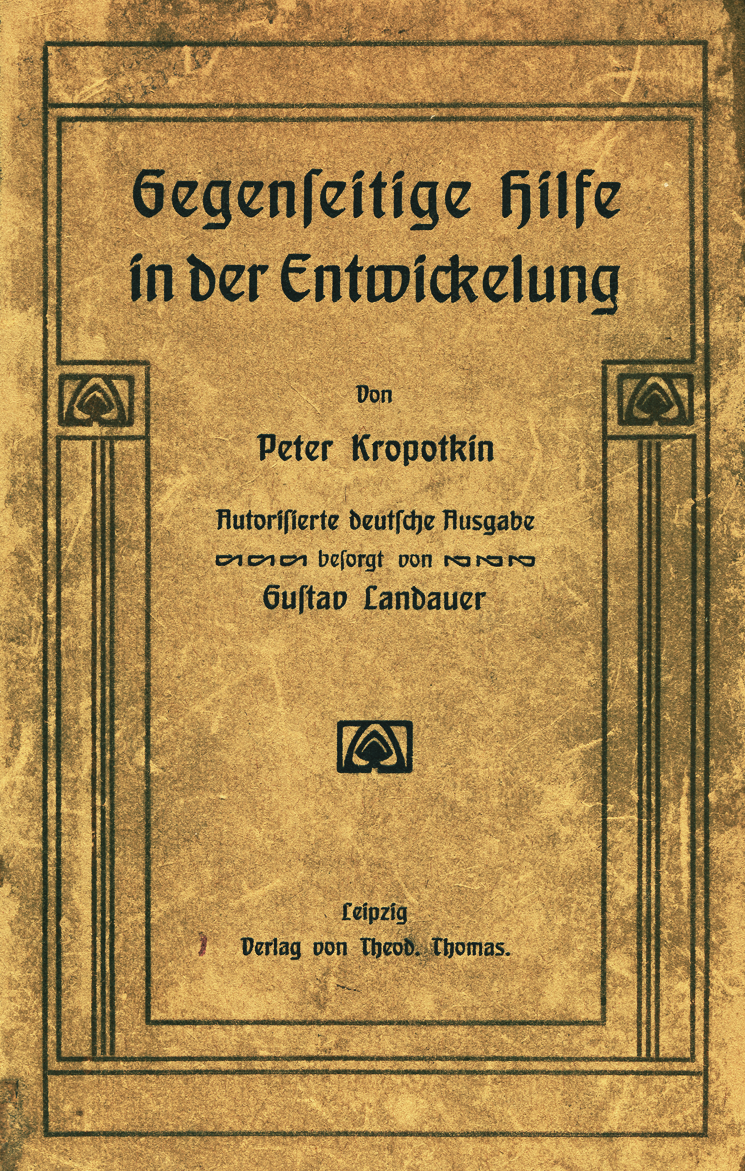
A página titular de Ajuda Mútua: Um Fator de Evolução da primeira edição em alemão traduzida por Gustav Landauer e publicada em 1904.

Ajuda Mútua: Um Fator de Evolução (em inglês:  Mutual Aid: A Factor of Evolution; em russo:  Взаимопомощь как фактор эволюции), também conhecido em português como Apoio Mútuo (com o mesmo subtítulo), é um dos livros escrito por Piotr Kropotkin em seu exílio na Inglaterra. A primeira edição foi publicada em outubro de 1902 pela editora William Heinemann em Londres. Originalmente, seus capítulos foram antes publicados entre 1890-96 como artigos na revista britânica The Nineteenth Century.
Foi escrito em grande medida como resposta ao darwinismo social e, em particular, ao artigo de Thomas H. Huxley "The Struggle for Existence" (em tradução livre: A Luta pela Existência) na mesma revista The Nineteenth Century. Kropotkin descreve suas próprias experiências em expedições científicas como geógrafo ao norte da Manchúria e à Sibéria Oriental para mostrar que a competição agressiva por meios de sobrevivência não é o principal fator para a Evolução como defendiam muitos darwinistas. Ele examina a cooperação em comunidades animais, passa pelas sociedades pré-feudais e cidades medievais, chegando, por fim, aos tempos modernos. Ele procura demonstrar que, embora a competição exista, a apoio mútuo é a principal força a garantir a sobrevivência e o progresso de um grupo como um todo.

## Listagem dos capítulos
- Prefácio à edição de 1914
- Introdução
- Capítulo I: Mutualismo entre os animais
- Capítulo II: Mutualismo entre os animais (continuação)
- Capítulo III: Mutualismo entre os selvagens
- Capítulo IV: Mutualismo entre os bárbaros
- Capítulo V: Mutualismo na cidade medieval
- Capítulo VI: Mutualismo na cidade medieval (continuação)
- Capítulo VII: Mutualismo entre nós
- Capítulo VIII: Mutualismo entre nós (continuação)
- Conclusão

## Visão geral
O apoio mútuo é a obra mais representativa da personalidade intelectual de Kropotkin. Nela se encontram expressados igualmente o homem da ciência e o pensador anarquista, o biólogo e o filósofo social, o historiador e o ideólogo.  [...]— Ángel J. Cappelletti 
Através do título e logo no primeiro parágrafo da introdução, Kropotkin deixa claro a sua crítica à cruel competição por meios de subsistência entre os animais da mesma espécie como sendo o fator determinante da Evolução, ideia supervalorizada por vários darwinistas de sua época, embora nem sempre pelo próprio Darwin. Tal conceito de “luta pela sobrevivência” foi concebido com sentido estreito pelo economista Thomas Malthus, foi aplicado na biologia para explicar a Evolução e, mais tarde, na sociologia para justificar, por exemplo, os horrores de uma gruerra, o que Kropotkin considera abuso da terminologia de Darwin. Ele defende a importância do instinto de apoio mútuo como um dos principais fatores de Evolução progressista, tanto entre animais quanto entre seres humanos. É este aspecto que ele enfatiza nessa obra toda, não para desmerecer a autoafirmação (o qual vai muito além de simples individualismo), nem para criar uma idealização fantasiosa, e sim, para apresentar a importância da cooperação que é tão subestimada.
A partir das suas próprias experiências como geógrafo em expedições científicas e das obras de zoólogos russos, Kropotkin descreve detalhadamente vários exemplos comprovados de insetos, aves e mamíferos em interação com os de mesma espécie, suas relações com o clima e outras espécies, mostrando que as associações são regra na esmagadora maioria do Reino Animal, não só para o apoio mútuo por necessidade, mas também para o prazer da vida social. As poucas espécies não-sociais tem o declínio como tendência. E seria o clima o principal fator de controle populacional, não a competição, seja ela interna ou externa a espécie. Através dos exemplos, Kropotkin tenta provar também que a agressiva luta pela vida dentro de uma espécie não é frequente e, quando ocorre, é em casos extremos de circunstâncias desfavoráveis da Natureza, não podendo ser a condição essencial para o progresso como tantos evolucionistas acreditam.
A Teoria da Evolução tem origem nos estudos de Darwin e Wallace. Segundo a análise de Kropotkin, o primeiro não apresenta exemplos indubitáveis para comprovar a luta mais acirrada entre os de mesma espécie, enquanto o segundo explica, em seus escritos, que ela não é necessária, pois além da força física, qualidades como a astúcia, a resistência e a facilidade de multiplicação também tornam uma espécie bem adaptada. Portanto, o termo “luta pela sobrevivência” é empregado no sentido amplo e metafórico, incluindo a interdependência entre os seres vivos, a capacidade de deixar descendentes e de se adaptar às condições do ambiente. O próprio Darwin alertou sobre o sentido da luta no capítulo III de “A Origem das Espécies”. Ele ainda escreveu, em “A Origem do Homem”, sobre a substituição da competição pela cooperação.
Para Kropotkin, cooperar em sociedade limita a luta física e resulta no desenvolvimento de faculdades intelectuais e morais (como o senso coletivo de justiça, a compaixão e o apego mútuo). Elas surgem a partir da iniciativa individual, criando diversidade de características individuais e assegurando melhores condições de sobrevivência para a espécie. Ou seja, o apoio mútuo os tornaria mais aptos como um todo. A luta pela vida e o apoio mútuo são ambos leis da Natureza, mas o segundo tem maior importância como fator de Evolução pois permite a manutenção da vida, a preservação e o desenvolvimento da espécie com menor gasto de energia. Caso a Natureza se baseasse apenas na competição, o declínio seria de todos, portanto ela é evitada com a adaptação dos hábitos, a migração e o apoio mútuo. Logo, para Kropotkin, a arma mais poderosa na luta pela sobrevivência é o apoio mútuo.
Isso é aceito para os animais, mas muitos evolucionistas, como Herbert Spencer, se recusaram a aceitar o apoio mútuo entre os homens. Thomas Huxley escreveu um artigo, em 1888, sobre a acirrada luta pela sobrevivência entre os homens numa perspectiva hobbesiana em termos darwinistas, o que Kropotkin não considera verdadeiro e científico. Ele afirma que tanto o pessimismo de Huxley, quanto o otimismo de Rousseau, estão distantes de uma interpretação imparcial da Natureza. Para Kropotkin, o ser humano primitivo era um animal indefeso, seria difícil que ele evoluísse através de uma competição intensa e individual. A zoologia e a paleontologia concordavam que o homem primitivo vivia em bandos (não em famílias). Desde aqueles tempos, principalmente após o surgimento da organização em clãs, existiam regras rígidas para o casamento e elas eram respeitadas. Por consequência, não se poderia afirmar que o homem primitivo era levado apenas pelas paixões individuais. Pelo contrário, para Kropotkin, o individualismo irrefreável seria um fruto moderno. Ele entende que os povos os quais vivem afastados até hoje das grandes civilizações são resquícios do ser primitivo e sociável.
Kropotkin descreve vários destes povos, os quais denomina de “selvagens”, para mostrar a vida social harmoniosa, as regras de conduta respeitadas, a identificação da vida individual com o da própria tribo e o conjunto de moralidade desenvolvido deles (amizade, gratidão, compaixão, lealdade, generosidade, etc). Portanto, para este pensador russo, Darwin estava correto quando viu, nas qualidades sociais do homem, um dos mais importantes fatores de evolução. Porém, os “selvagens” são incompreendidos pelos europeus por ações como o infanticídio, o parricídio e o canibalismo. Kropotkin explica que o primeiro ocorre apenas na impossibilidade de criar a criança, o segundo é muitas vezes um pedido honroso do próprio pai para evitar a escassez de alimento e o terceiro surgiu por causa de condições adversas e extrema necessidade. Muitas vezes, esses atos adquiriram caráter religioso e permaneceram como cultura e costume. E a vingança de sangue seria resultado da concepção de justiça deles, não se tratando de prazer pessoal. Ele defende a importância da unidade na tribo que teria sido desestabilizada apenas mais tarde com o surgimento de grupos separados dentro dela, como a classe dos feiticeiros, dos guerreiros e a família. No entanto, os desentendimentos e as guerras não seriam o estado normal da existência da maioria, pois paralelamente, a vida cotidiana seguia seu rumo.
O mesmo argumento é aplicado às sociedades pré-feudais (as quais ele denomina "bárbaros"). 